# Анекумена
Анекумена (грч. ἀνοἰκουμένη – „ненасељено“) су простори планете Земље на којима се људи нису населили, на пример Антарктик, амерички и сибирски север, већим делом безводне пустиње, високи планински масиви и екваторијалне шуме.
Карактеристике анекумене могу бити екстремне температуре и непроходност.